# 德比郡谷地 (英國國會選區)
德比郡谷地（英語：Derbyshire Dales），英國國會一郡選區，位於德比郡西部，包括德比郡谷地全部和安伯瓦利西部。
本區始設於2010年。在2010年大選中保守黨的麥樂賢以52.1%選票連任成功。在2015年大選中麥樂賢連任成功。